# Protobothrops maolanensis
Protobothrops maolanensis là một loài rắn trong họ Rắn lục. Loài này được Yang Orlov & Wang mô tả khoa học đầu tiên năm 2011.